# Movimiento por la Lengua Bengalí

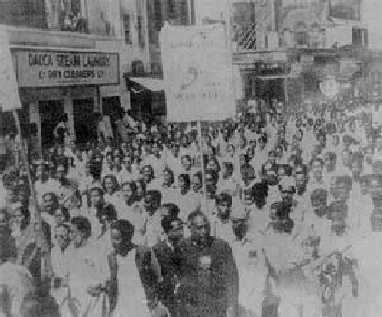
Marcha que tuvo lugar el 21 de febrero de 1952 en Daca.

El Movimiento por la Lengua Bengalí, también conocido como Movimiento por la Lengua (en bengalí: ভাষা আন্দোলন; bhasha andolon), fue una empresa política que tuvo lugar en Bangladés (entonces llamado Pakistán Oriental) para defender el reconocimiento del idioma bengalí como lengua oficial de Pakistán. Ese reconocimiento permitiría que el bengalí pudiera enseñarse en la escuela y utilizarse en la Administración pakistaní oriental.
Cuando se formó el estado de Pakistán en 1947, sus dos regiones, Pakistán Oriental (también llamado Bengala Oriental) y Pakistán Occidental se extendían por áreas geográficas y culturales distintas. En 1948 el Gobierno de Pakistán estableció el urdú como única lengua nacional, extendiéndose las protestas entre la mayoría de habla bengalí del Pakistán Oriental. Teniendo que hacer frente al surgimiento de tensiones religiosas y a un descontento general por la nueva ley, el gobierno anuló el derecho de reunión prohibiendo las concentraciones públicas. Los estudiantes de la Universidad de Daca y otros activistas políticos desafiaron la prohibición y organizaron una protesta el 21 de febrero de 1952. El movimiento alcanzó su cénit ese mismo día, con la muerte a manos de la policía de dos manifestantes universitarios. Estas muertes provocaron el estallido en la población de una revuelta liderada por la Liga Awami. Tras años de conflicto el gobierno central cedió, confiriendo carácter oficial al idioma bengalí en 1956. En 2000, la Unesco declaró el 21 de febrero Día internacional de la lengua materna en recuerdo del Movimiento por la Lengua y de los derechos etnolingüísticos de los pueblos de todo el mundo.
El Movimiento por la Lengua catalizó la afirmación de la identidad nacional bengalí en Pakistán Oriental, siendo precursor de los movimientos nacionalistas bengalíes, incluyendo el Movimiento de los Seis Puntos y posteriormente de la Guerra de Liberación de Bangladés en 1971. En Bangladés, el 21 de febrero se considera Día del Movimiento por la Lengua, siendo día festivo. El monumento Shahid Minar se construyó cerca del Dhaka Medical College en memoria del Movimiento y sus víctimas.

## Antecedentes
Los actuales Pakistán y Bangladés formaban parte de la India bajo el dominio colonial británico. Desde mediados del siglo XIX, el idioma urdú había sido promovido como lingua franca de la comunidad musulmana de la India por líderes políticos y religiosos como Syed Ahmed Khan, Nawab Viqar-ul-Mulk y Maulvi Abdul Haq. El urdu es una lengua indoaria centroriental de la rama indoirania de las lenguas indoeuropeas. Es una variante del hindi-urdu influida por el persa, el árabe y en menor medida el turco sobre las hablas apabhramsha (último estadio del idioma índico medieval, el pali-prácrito) en el sur de Asia durante el Sultanato de Delhi y el Imperio mogol. Con su escritura perso-árabe, el idioma se consideró un elemento vital de la cultura islámica para los musulmanes de la India, mientras que el hindi junto a la escritura devánagari se tuvieron como fundamentos de la cultura hindú.
Mientras el uso del urdú se popularizó en el norte de la India, los musulmanes de Bengala (una provincia situada en la zona oriental de la India Británica) hicieron uso del idioma bengalí principalmente. El bengalí es un idioma indoario oriental que surgió del prácrito magadhi alrededor del año 1000 de nuestra era y floreció considerablemente durante el renacimiento de Bengala. Ya a finales del siglo XIX, activistas sociales como la feminista musulmana Roquia Sakhawat Hussain optaron por escribir en bengalí para llegar al pueblo y cultivar el idioma como lengua literaria moderna. Los partidarios del bengalí se opusieron al urdú aún antes de la partición de la India, cuando delegados de Bengala rechazaron la idea de convertir al urdú en la lengua franca de la India musulmana en 1937, durante la sesión en Lucknow de la Liga Musulmana. La Liga Musulmana era un partido político de la India Británica que se convirtió en la fuerza impulsora de la creación de Pakistán Oriental como un estado musulmán separado de la India Británica.

## Etapas iniciales del movimiento

A las posesiones británicas en el Subcontinente Indio se les concedió la independencia en 1947 y 1948, dando origen a cuatro nuevos estados independientes: la India, Birmania, Ceilán (hoy Sri Lanka) y Pakistán (incluyendo el Pakistán Oriental, actual Bangladés).

Tras la partición de la India en 1947, los pueblos de habla bengalí del Pakistán Oriental constituían 44 de los 69 millones de habitantes del recién creado Pakistán. El gobierno, el funcionariado y el ejército, no obstante, estaban dominados por pakistaníes occidentales. En 1947, durante una reunión nacional de alto nivel sobre educación que tuvo lugar en Karachi se adoptó una resolución crucial que proponía al urdú como lengua única del estado y defendía su uso exclusivo en escuelas y medios de comunicación. Inmediatamente se levantaron las protestas. Los estudiantes de Daca se reunieron bajo la dirección de Abul Kashem, secretario de Tamaddun Majlish, una organización cultural islámica bengalí. La reunión defendió el bengalí como un idioma oficial de Pakistán y una lengua vehicular para la educación en Pakistán Oriental. Sin embargo, la institución pakistaní responsable de los servicios públicos eliminó el bengalí del listado de materias obligatorias, así como de los billetes y sellos de correos. El ministro de educación Fazlur Rahman hizo extensos preparativos para convertir al urdú en la lengua única del estado pakistaní. Prendió la indignación popular y gran número de estudiantes bengalíes se reunieron en el campus de la Universidad de Daca el 8 de diciembre de 1947 para reclamar formalmente que el bengalí fuera una lengua oficial. Para apoyar su causa, los estudiantes bengalíes organizaron concentraciones y marchas en Daca.
Los principales eruditos del bengalí razonaban el motivo por el que el urdú no debía ser la lengua del Estado. El lingüista Muhammad Shahidullah señaló que el urdú no era la lengua nativa de ninguna región de Pakistán (ni Occidental ni Oriental), diciendo "si tuviéramos que elegir una segunda lengua para el Estado, consideraríamos el urdú." El escritor Abul Mansur Ahmed sostuvo que si el urdú se convirtiera en la lengua del Estado, la sociedad culta de Pakistán Oriental devendría automáticamente "iletrada" y sin posibilidad de acceder a cargos de gobierno. A finales de diciembre de 1947 se creó el primer Rastrabhasa Sangram Parishad (Comité de Acción por la Lengua Nacional), una organización a favor del bengalí como lengua del estado. El profesor Nurul Huq Bhuiyan, del Tamaddun Majlish, convocó al comité. Posteriormente el parlamentario Shamsul Huq volvió a convocar a un nuevo comité para que luchara por el bengalí como lengua del estado. Dhirendranath Datta, miembro de la Asamblea Constituyente de Pakistán, propuso una legislación que permitiera a los miembros expresarse en bengalí y autorizase su uso con propósitos oficiales. La propuesta de Datta recibió el apoyo de los legisladores Prem Hari Burman, Bhupendra Kumar Datta y Sris Chandra Chattaopadhyaya de Bengala Oriental, así como de los ciudadanos de la región. El primer ministro Liaquat Ali Khan y la Liga Musulmana sostuvieron que la propuesta constituía un intento de crear la división en el pueblo pakistaní, logrando evitar que la legislación probengalí saliera adelante.

## Movilizaciones de 1948
Estudiantes de la Universidad de Daca y otros centros de estudios superiores de la ciudad convocaron una huelga general para el 11 de marzo de 1948 en protesta por la exclusión del idioma bengalí para usos oficiales, incluyendo monedas, sellos de correos y pruebas de reclutamiento para el ejército. El movimiento se reafirmó en la vindicación del bengalí como lengua oficial de Pakistán. Dirigentes políticos como Shamsul Huq, Shawkat Ali, Kazi Golam Mahboob, Oli Ahad, Sheikh Mujibur Rahman, Abdul Wahed y otros fueron detenidos durante las movilizaciones. Líderes estudiantiles como Abdul Matin y Abdul Malek Ukil participaron en las marchas.
La tarde del 11 de marzo se organizó una concentración para protestar contra las detenciones y la brutalidad policial. La marcha de un grupo de estudiantes que se dirigía hacia la residencia del ministro de la provincia Khawaja Nazimuddin fue atajada frente al tribunal superior de Dacca. La marcha cambió de dirección hacia el edificio del secretariado. La policía intervino contra la marcha hiriendo a varios estudiantes y dirigentes, incluyendo a A. K. Fazlul Huq. Más huelgas se sucedieron del 12 al 15 de marzo. En tales circunstancias, el ministro Nazimuddin firmó un acuerdo con los líderes estudiantiles atendiendo a algunas de las condiciones de los movilizados sin acceder a la reivindicación principal de que el bengalí se convirtiese en lengua del estado.
En el cénit de las movilizaciones, el gobernador general de Pakistán Muhammad Ali Jinnah se desplazó a Daca el 19 de marzo de 1948. El 21 de marzo, en una recepción pública en el hipódromo, declaró que el asunto de la lengua formaba parte de la agenda de una "quinta columna" para dividir a los musulmanes pakistaníes. Jinnah sostuvo más adelante que "el urdú y solo el urdú" encarnaba el espíritu de las naciones musulmanas y seguiría siendo la lengua del estado, señalando a todos los que no compartían su punto de vista como "enemigos de Pakistán". Jinnah ofreció un discurso similar el 24 de marzo en el edificio Curzon Hall de la Universidad de Daca. En ambas ocasiones Jinnah fue profusamente interrumpido por sus oyentes. Más tarde convocó una reunión de un comité de acción por la lengua del estado y anuló el compromiso firmado por Khawaja Nazimuddin con los líderes estudiantiles. Antes de abandonar Daca el 28 de marzo, pronunció un discurso por radio reafirmándose en su política de "solo urdú".
Poco después, el gobierno de Bengala Oriental creó el Comité de Bengala Oriental para la Lengua, presidido por Maulana Akram Khan, con el propósito de preparar un informe sobre el problema de la lengua. El comité terminó su informe el 6 de diciembre de 1950, pero éste no se publicó hasta 1958. El gobierno, como potencial solución al conflicto, sugirió que el bengalí pasara a escribirse usando el alfabeto árabe.

## Hechos de 1952

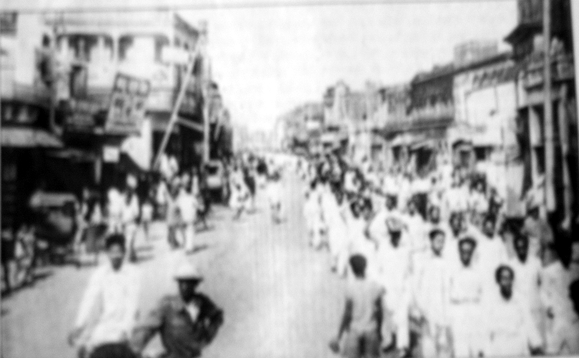
Marcha en Nawabpur Road, Daca. 4 de febrero de 1952.

La polémica urdú-bengalí se reavivó cuando el sucesor de Jinnah, el Gobernador General Khawaja Nazimuddin, se adhirió incondicionalmente a la política del "solo urdú" en un discurso pronunciado el 27 de enero de 1952. El 31 de enero se creó el Shorbodolio Kendrio Rashtrobhasha Kormi Porishod (Comité Central de todos los Partidos para la Acción por la Lengua) en una reunión celebrada en el Bar Library Hall de la Universidad de Daca. La reunión fue presidida por Maulana Bhashani. La propuesta del gobierno central para escribir la lengua bengalí en caracteres arábigos recibió una vehemente oposición en dicha reunión. El comité de acción convocó un paro general el 21 de febrero, incluyendo marchas y concentraciones. Los estudiantes de la Universidad de Daca y de otras instituciones se concentraron en los edificios de la universidad el 4 de febrero y advirtieron al gobierno de que retirara su propuesta de escribir el bengalí con el alfabeto árabe, insistiendo asimismo en el reconocimiento oficial del bengalí. Estando en preparación las manifestaciones, el gobierno impuso en la ciudad de Daca la sección 144 del Código de Procedimiento Penal, por la cual se prohibían las reuniones de más de 4 personas.

### El 21 de febrero
A las nueve en punto de la mañana los estudiantes, desafiando la sección 144, empezaron a congregarse en los edificios de la Universidad de Daca. El vicerrector y otros funcionarios estaban presentes cuando la policía armada rodeó el campus. Ya a las once y cuarto, los estudiantes trataron de romper el cerco policial. La policía, a modo de advertencia a los estudiantes, disparó gas lacrimógeno hacia los accesos. Un grupo de estudiantes corrió hacia el Dhaka Medical College mientras otros avanzaban hacia los edificios de la universidad que estaban acordonados por la policía. El vicerrector pidió a la policía que dejara de disparar y ordenó a los estudiantes que desalojasen la zona. Sin embargo la policía detuvo a varios estudiantes por violar la sección 144 cuando éstos intentaban salir. Enfurecidos por las detenciones, los estudiantes rodearon la Asamblea Legislativa de Bengala Oriental, bloqueando el acceso de los legisladores. Cuando una partida de estudiantes trató de acceder al edificio, la policía abrió fuego y mató a cierto número de estudiantes, incluyendo a Abdus Salam, Rafiq Uddin Ahmed, Abul Barkat y Abdul Jabbar. Al calor de la noticia sobre la muerte de los estudiantes, estallaron desórdenes por toda la ciudad. Se cerraron tiendas, oficinas y el transporte público, dando comienzo una huelga general. En la Asamblea, seis legisladores que incluían a Manoranjan Dhar, Boshontokumar Das, Shamsuddin Ahmed y Dhirendranath Datta pidieron que el ministro de la provincia Nurul Amin visitara a los estudiantes heridos en el hospital y que la sesión de la Asamblea se pospusiera en señal de duelo. La moción recibió el apoyo de algunos asambleístas. Sin embargo Nurul Amin se negó a atender la petición.

### El 22 de febrero
Los desórdenes se propagaron a toda la provincia ya que grandes manifestaciones obviaron la sección 144 y condenaron los actos de la policía. Más de treinta mil personas se congregaron en Curzon Hall, Daca. Durante las protestas, la actuación de las fuerzas policiales produjo la muerte de cuatro personas más. Esto llevó a que el personal de oficina de diferentes organizaciones, incluyendo centros de estudios superiores, bancos y la emisora de radio, boicotearan el funcionamiento de las oficinas y se unieran a las manifestaciones. Los manifestantes incendiaron las oficinas de dos importantes agencias de noticias que eran progubernamentales: Jubilee Press y Morning News. La policía abrió fuego contra una nutrida janaza, una procesión de luto, a su paso por Nawapur Road. Los dispararon mataron a varias personas, incluyendo al activista Sofiur Rahman y a un niño de nueve años llamado Ohiullah.

### Siguen los desórdenes

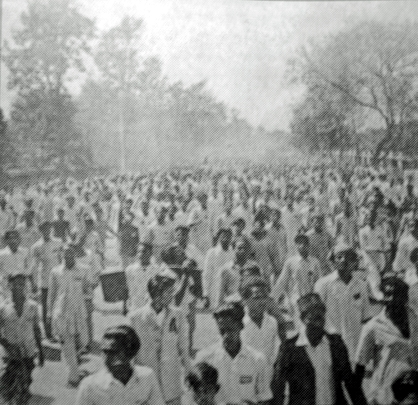
Marcha del 22 de febrero después del funeral janaja musulmán en el Dhaka Medical College.

Toda la noche del 23 de febrero, estudiantes del Dhaka Medical College llevaron a cabo la construcción de un Shaheed Smritistombho, o Monumento a los Mártires. Terminado con las primeras luces del 24 de febrero, el monumento tenía una nota manuscrita adjunta al mismo con las palabras "Shaheed Smritistombho". Inaugurado por el padre del activista victimado Sofiur Rahman, el monumento fue destruido por la policía el 26 de febrero. El 25 de febrero los obreros industriales del pueblo de Narayanganj mantuvieron una huelga general. El 29 de febrero siguió una protesta cuyos participaron se enfrentaron a actuaciones policiales violentas.
El gobierno censuró los partes de noticias y retuvo las cifras exactas de víctimas habidas durante las protestas. La mayor parte de los medios a favor del gobierno hallaron responsables a los hindúes y a los comunistas de alentar los desórdenes y las movilizaciones de los estudiantes. Las familias de Abul Barkat y Rafiq Uddin Ahmed trataron de denunciar a la policía por asesinato pero los cargos fueron desestimados por la policía. El 8 de abril, un informe del gobierno sobre los incidentes no fue capaz de justificar los disparos de la policía hacia los estudiantes. Cuando la asamblea constituyente volvió a convocarse el 14 de abril, los miembros de la Liga Musulmana produjeron la dilación del acto en el que los legisladores de Bengala Oriental trataban de traer a debate el asunto de la lengua. El 16 de abril la Universidad de Daca reabrió sus puertas y el Shorbodolio Kendrio Rashtrobhasha Kormi Porishod o Comité Central de todos los Partidos para la Acción por la Lengua llevó a cabo un seminario el 27 de abril en el Bar Association Hall. En el acto los delegados instaron al gobierno a liberar a los detenidos, relajar las restricciones a las libertades civiles y adoptar el bengalí como idioma oficial.

## Hechos posteriores a 1952

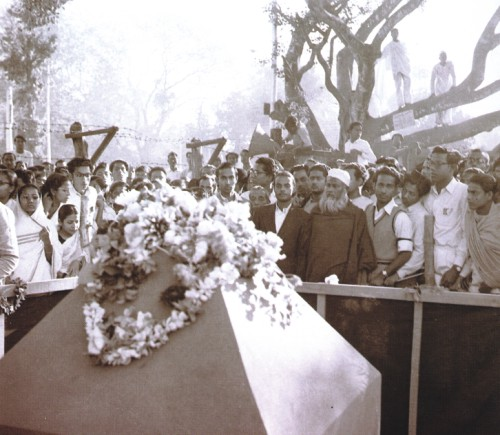
Fundación de la Shaheed Minar establecida en Daca por miembros de la familia de Abul Barkat.

El Shorbodolio Kendrio Rashtrobhasha Kormi Porishod, secundada por la Liga Awami, decidió conmemorar el 21 de febrero como Shohid Dibosh (Día de los Mártires). El primer aniversario de las movilizaciones, personas de todo el Pakistán Oriental llevaron distintivos de color negro en solidaridad con las víctimas. La mayoría de los bancos, oficinas e instituciones educativas se unieron a la conmemoración permaneciendo cerradas. Grupos de estudiantes pactaron con la policía y la universidad el respeto del orden público. Más de 100 000 personas se congregaron en Daca en un mitin que tuvo lugar en Armanitola, en el cual los dirigentes de la comunidad pidieron la liberación inmediata de Maulana Bhashani y otros presos políticos. Sin embargo, políticos de Pakistán Occidental como Fazlur Rahman agravaron las tensiones sosteniendo que todo aquel que abogara por la oficialización del bengalí sería considerado un "enemigo del estado." Los estudiantes y civiles bengalíes desobedecieron las restricciones a la celebración del aniversario de las protestas. La noche del 21 de febrero de 1954 estallaron las manifestaciones, izándose banderas negras de duelo en varios edificios de la Universidad de Daca. La policía detuvo a estudiantes y a otros participantes en las protestas que fueron liberados a pesar de negarse a pagar fianza.